# La Bassée
La Bassée es una comuna francesa situada en el departamento del Norte, en la región de Alta Francia.

## Historia
La localidad formó parte del Condado de Artois. En 1482 se incluyó en los Países Bajos de los Habsburgo. Durante la guerra de los Ochenta Años, permaneció en manos españolas. El 29 de julio de 1647 fue conquistada por las tropas francesas, que ya la habían tomado entre 1641 y el 13 de mayo de 1642. Devuelta a España en 1660 mediante el Tratado de los Pirineos, fue anexionada a Francia mediante el Tratado de Aquisgrán (1668).
Fue destruida durante la Primera Guerra Mundial, cuando en su territorio se desarrolló una dura batalla entre el 10 de octubre y el 2 de noviembre de 1914.

## Demografía
| 5355 | 5463 | 6025 | 6319 | 6017 | 5914 | 6622 |
| Para los censos de 1962 a 1999 la población legal corresponde a la población sin duplicidades (Fuente: INSEE [Consultar]) |      |      |      |      |      |      |